# Región geográfica inmediata de Lages
La región geográfica inmediata de Lages es una de las 24 regiones inmediatas del estado brasileño de Santa Catarina, y una de las dos regiones inmediatas que componen la región geográfica inmediata de Lages, y una de las 509 regiones inmediatas en Brasil, creadas por el IBGE en 2017. Está compuesta de 18 municipios.

## Municipios
| Región geográfica inmediata | Código | Municipios          |
| --------------------------- | ------ | ------------------- |
| Lages                       | 420005 | Anita Garibaldi     |
| Lages                       | 420005 | Bocaina do Sul      |
| Lages                       | 420005 | Bom Jardim da Serra |
| Lages                       | 420005 | Bom Retiro          |
| Lages                       | 420005 | Campo Belo do Sul   |
| Lages                       | 420005 | Capão Alto          |
| Lages                       | 420005 | Cerro Negro         |
| Lages                       | 420005 | Correia Pinto       |
| Lages                       | 420005 | Lages               |
| Lages                       | 420005 | Otacílio Costa      |
| Lages                       | 420005 | Painel              |
| Lages                       | 420005 | Palmeira            |
| Lages                       | 420005 | Ponte Alta          |
| Lages                       | 420005 | Rio Rufino          |
| Lages                       | 420005 | São Joaquim         |
| Lages                       | 420005 | São José do Cerrito |
| Lages                       | 420005 | Urubici             |
| Lages                       | 420005 | Urupema             |